# Воротынцево (Новосильский район)
Вороты́нцево — село в Новосильском районе Орловской области. Входит в Прудовского сельского поселения.

## География
Расположено в восточной части области на левом берегу реки Зуша в 7 км от Новосиля, в полукилометре от древнего Воротынцевского городища на Никитской горе.

## История
Название поселения происходит от ойконима Воротынск (имеется ввиду старый Воротынск — по-древнерусски Воротынеск) — города-крепости, находившегося напротив сегодняшнего поселения, на правом берегу реки Зуша. Это городище имеет форму треугольника и занимает пространство приблизительно в 400 кв. саж. С севера оно было обнесено двумя параллельными земляными валами, с воротами в середине, остальными же двумя сторонами оно круто спускалось к реке Зуше и в верх под названием Булинка. Название древнего города происходит от фамилии Воротынцев — князя правителя. Археологические исследования под руководством Т. Н. Никольской, проводимые в 1953 и 1955 году, показали, что возраст поселения датируется IV—II вв. до н. э. — дославянским периодом, а городища — XI—XIV веками. Наличие в округе городища многочисленных селищ говорит о большой хорошо укреплённой крепости, в которой могли укрыться люди от неприятеля. Первое летописное упоминание о Воротынске относится к 1155 году в Ипатьевской летописи о заключении союза между князьями Святославом Ольговичем и его племянником Святославом Всеволодичем ([В 6663] Тои же ωсени ... приҍха къ Святославу Ѡлговичю сыновецъ его Святославъ Всеволодичь и цѣлова к нему хрстъ тогда же прида ему г городы а Сновескъ собѣ ωiа и Карачевъ и Воротинескъ занеже бҍ его ωступилъ и поиде Святославъ Ѡлгович Сновьску). Полное разрушение крепости ордынским беклярбеком Мамаем историки относят (как и Новосиля) к 1375 году. Воротынцевские городища занесены в археологические памятники культурного наследия Орловской области. Первоначально сегодняшнее поселение имело статус деревни. Впоследствии после расселения казаков по Новосильской земле была образована казачья слобода Воротынцова. Казаки по преданию перевезли сюда свой деревянный храм во имя архангела Михаила и установили его на луговом берегу реки Зуши. К деревне и перешло название слободы, ставшей селом. На средства прихожан храм неоднократно перестраивался. Приход состоял из самого села и деревень: Соколье, Малиновка, Кресты (Воротынцевские дворы), Горенка, Шейнский Мост. В ДКНУ (дозорной книге Новосильского уезда) писца Петра Есипова и подъячего Венедикта Махова за 1614—1615 гг. описываются казачьи слободы, опоясывающие Новосиль с юго-восточной стороны, в том числе и слобода Воротынцова с 15-ю дворами и слобода Былинная на Былинском городище с 16-ю дворами и деревянной церковью святого Никиты Мученика. Скорее всего Былинная слобода располагалась на территории городища на месте Булинки. На карте ПГМ (планы дач генерального межевания) конца XVIII в. на этом месте показан верх Былинской. До сих пор сохранился топоним урочища — Былинский, которое начинается недалеко от деревни Чернышено. Возможно и название горы (Никитская) носит имя святого Никиты Бесогона. Кроме основного занятия сельским хозяйством крестьяне занимались различными ремёслами. На Зуше была водяная мельница. С 1894 года в селе открыта школа грамоты, бывшая земская. С ноября по декабрь село было оккупировано немецкими фашистами. После войны построена Воротынцевская ГЭС, обеспечивающая электроэнергией все окрестные поселения. Существовавшая здесь средняя школа, закрылась в 2009 году из-за отсутствия учеников. Здание детского сада в 1999 году было передано под дом ветеранов и престарелых.

## Население
| 1857 | 1859 | 1915  | 2002 | 2010 |
| ---- | ---- | ----- | ---- | ---- |
| 769  | ↗871 | ↗1274 | ↘337 | ↘264 |

По приходским спискам за 1857 год население села составляло 769 чел. крестьян казённого ведомства. А в списках населённых мест за 1859 год всех жителей числилось 871 чел. и 58 крестьянских дворов. По данным клировых ведомостей 1915—1916 гг. численность населения составляло 1274 человека и 201 двор.